# کلاغ زنگی لرد هاوی
کلاغ زنگی لرد هاوی (نام علمی: Strepera graculina crissalis) نام یک زیرگونه از گونه کلاغ زنگی ابلق است.